# Mantitheus pekinensis
Mantitheus pekinensis é uma espécie de coleóptero da tribo Philiini (Philinae). Com distribuição na China e Mongólia.

## Sistemática
- Ordem Coleoptera
  - Subordem Polyphaga
    - Infraordem Cucujiformia
      - Superfamília Chrysomeloidea
        - Família Vesperidae
          - Subfamília Philinae
            - Tribo Philiini
              - Gênero Mantitheus
                - M. pekinensis (Fairmaire, 1889)